# Mediaster elegans
Mediaster elegans är en sjöstjärneart som beskrevs av Ludwig 1905. Mediaster elegans ingår i släktet Mediaster och familjen ledsjöstjärnor. Inga underarter finns listade i Catalogue of Life.